# Гутисько Явірницьке
Гутисько Явірницьке (пол. Hucisko Jawornickie) — село в Польщі, у гміні Яворник-Польський Переворського повіту Підкарпатського воєводства.
Населення — 406 осіб (2011).

## Історія
Перша згадка походить з 1599 р., коли в тутешньому лісі була гута скла, від чого й пішла назва Гутисько.
Село знаходиться на західному Надсянні, яке внаслідок примусового закриття церков у 1593 р. зазнало латинізації та полонізації.
На 1831 р. рештки українського населення становили 5 осіб, які належали до греко-католицької парафії Тарнавка Каньчузького деканату Перемишльської єпархії. На той час унаслідок півтисячоліття польської колоніальної політики українці лівобережного Надсяння опинилися в меншості.
Відповідно до «Географічного словника Королівства Польського» в 1882 р. село Гутисько знаходилось у Ланьцутському повіті Королівства Галичини та Володимирії, проживали 538 мешканців.
Востаннє українці-грекокатолики (12 парафіян) згадуються в селі в шематизмі 1899 р. і в наступному шематизмі (1900 р.) згадка про село вже відсутня.
У 1919-1939 рр. село належало до Переворського повіту Львівського воєводства Польщі, у 1934-1939 рр. входило до ґміни Монастир.
У 1975-1998 роках село належало до Перемишльського воєводства.

## Демографія
Демографічна структура станом на 31 березня 2011 року:
|          | Загалом | Допрацездатний вік | Працездатний вік | Постпрацездатний вік |
| -------- | ------- | ------------------ | ---------------- | -------------------- |
| Чоловіки | 202     | 38                 | 125              | 39                   |
| Жінки    | 204     | 26                 | 101              | 77                   |
| Разом    | 406     | 64                 | 226              | 116                  |